# Fabius Sabinus

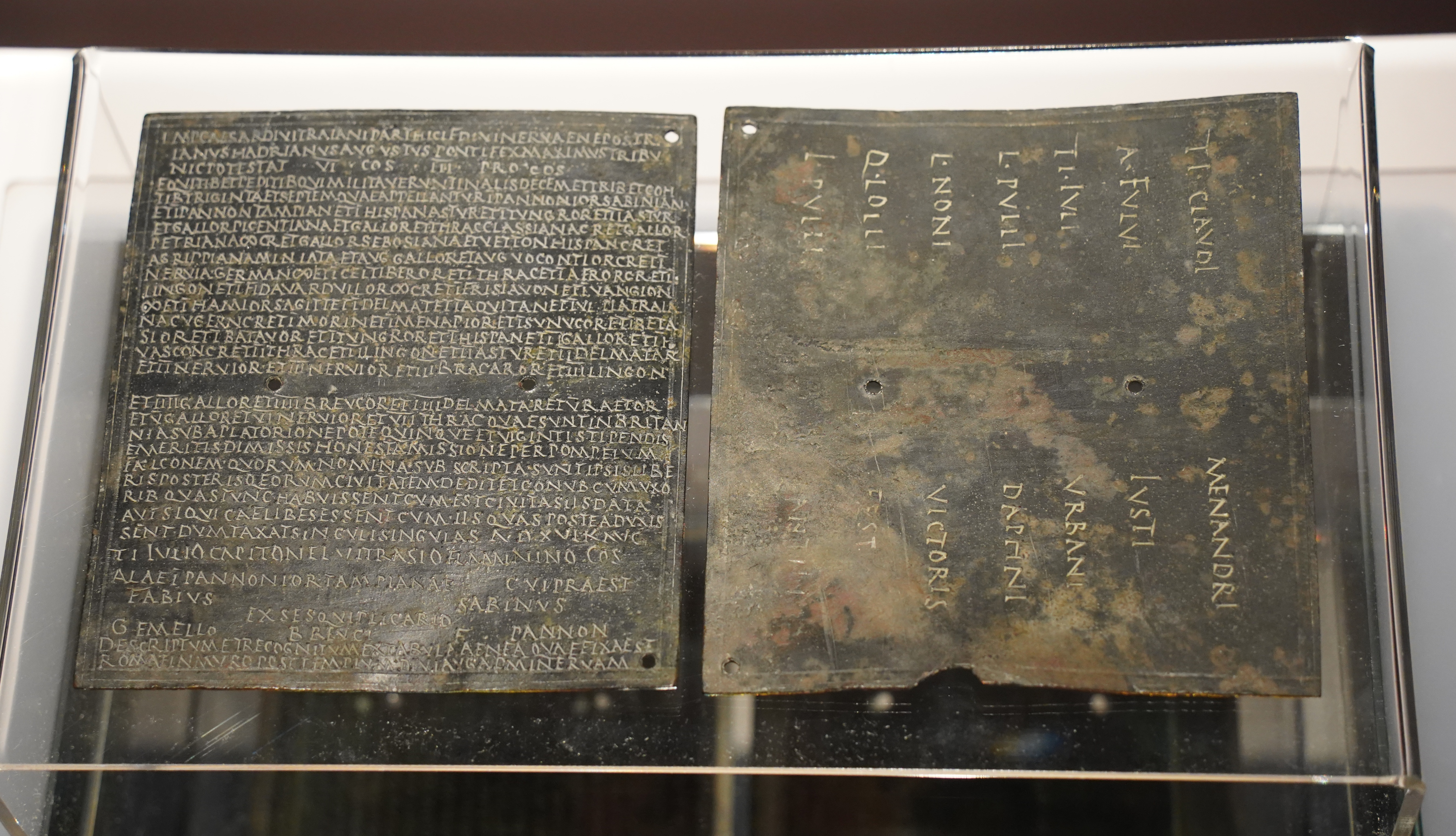
Das Militärdiplom des Jahres 122

Fabius Sabinus (sein Praenomen ist nicht bekannt) war ein im 2. Jahrhundert n. Chr. lebender Angehöriger des römischen Ritterstandes (Eques).
Durch ein Militärdiplom, das auf den 17. Juli 122 datiert ist, ist belegt, dass Sabinus 122 Kommandeur (Präfekt) der Ala I Pannoniorum Tampiana war, die zu diesem Zeitpunkt in der Provinz Britannia stationiert war. Ein weiteres Diplom, das auf den 22. August 139 datiert ist, belegt, dass er 139 Präfekt der in Ravenna stationierten römischen Flotte (classis praetoria Ravennas) war.
Laut Werner Eck, Andreas Pangerl handelt es sich bei dem Präfekten der Ala und dem Präfekten der Flotte wahrscheinlich um denselben Fabius Sabinus. Zwischen diesen beiden Kommandos dürfte Sabinus noch andere prokuratorische Aufgaben übernommen haben.